# Transportflotte Speer
El Transportflotte Speer (en español: Cuerpo de flota transportadora Speer) era una empresa de transporte de vías fluviales propiedad del gobierno en la Alemania nazi. En su creación, se le encargó el transporte de material de construcción en las vías navegables interiores alemanas. Durante la guerra, se subordinó al Ministerio de Armamentos, y recibió amplias misiones de transporte costero y terrestre en la Europa ocupada, principalmente al servicio de la Organización Todt (OT). La compañía llevaba el nombre de Albert Speer.

## Historia
El Transportflotte Speer se fundó en 1937 con la tarea de transportar granito sueco y danés desde los puertos costeros alemanes, hasta los principales proyectos de reconstrucción nacionalsocialista en Berlín, bajo Albert Speer, como inspector general de edificios y construcción en la capital.

### Funcionamiento durante la guerra
Después del estallido de la guerra, el Transportflotte Speer se usó inicialmente para transportar carbón y otros suministros a Berlín. Durante la Operación León Marino, su sede operativa se trasladó a Groningen en los Países Bajos, para hacer un mejor uso de los marineros y el transporte marítimo holandés. En 1942, el Transportflotte Speer recibió la misión de suministrar las actividades de la Organización Todt en Noruega, Dinamarca y Finlandia. La fuerza de personal ahora aumentó a unos 10.000 marineros, principalmente noruegos que fueron entrenados en Sandefjord. Los bombardeos aliados de las redes ferroviarias y de carreteras alemanas hicieron que las vías navegables interiores fueran cada vez más importantes. En 1944, el Transportflotte Speer tenía una flota de más de 2.000 embarcaciones, con un desplazamiento combinado de 500.000 toneladas de peso bruto. La compañía prestó servicios a 31 puertos marítimos y de canales en Francia, Bélgica, Países Bajos, Alemania, Dinamarca, Noruega, Finlandia, Rusia, Rumania e Italia.

## Noruega
El Transportflotte Speer se utilizó para el transporte de material de construcción y maquinaria para proyectos militares alemanes a lo largo de la costa noruega. Al final de la guerra, la compañía tenía una flota de más de 700 buques más grandes y pequeños en Noruega, con una amplia organización administrativa en muchos puertos noruegos.

## Rangos
| Insignia | Rangos en el Transportflotte Speer                              | Equivalencia a rangos de la Kriegsmarine |
| -------- | --------------------------------------------------------------- | ---------------------------------------- |
|          | Grosskapitän                                                    | Vizeadmiral                              |
|          | Generalkapitän                                                  | Konteradmiral                            |
|          | Kommododore                                                     | Kapitän zur See                          |
|          | Stabskapitän                                                    | Fregattenkapitän                         |
|          | Kapitän                                                         | Korvettenkapitän                         |
|          | Hauptschiffsführer Einsatzleiter                                | Kapitänleutnant                          |
|          | Oberschiffsführer Dienststellenleiter von grossere Dienststelle | Oberleutnant zur See                     |
|          | Schiffsführer Dienststellenleiter                               | Leutnant zur See                         |
|          | Hauptbootsmann Hauptverwaltungsführer Oberinspektor             | Oberbootsmann                            |
|          | Oberbootsmann Verwaltungsführer Inspektor                       | Bootsmann                                |
|          | Bootsmann geh. Fourier                                          | Obermaat                                 |
|          | Unterbootsmann Fourier Buchhalter                               | Maat                                     |
|          | Hauptmatrose                                                    | Obergefreiter                            |
|          | Obermatrose                                                     | Gefreiter                                |
|          | Vollmatrose                                                     | Matrose                                  |
|          | Matrose                                                         | Matrose                                  |